# Gabriel Cyrille
Gabriel Cyrille (* 10. Februar 1944 in Zinder) ist ein nigrischer Offizier und Politiker. 

## Leben
Nach der Grundschule in Zinder besuchte Gabriel Cyrille das Lycée Hoche in Versailles in Frankreich. 1962 meldete er sich als Freiwilliger zu den Nigrischen Streitkräften, wo er zunächst in der Garnison von Agadez diente. Er besuchte französische Militärschulen in Cherchell und Straßburg, wurde Kommandant der Kompanie von N’Guigmi und danach stellvertretender Kommandant der Fallschirmjäger-Kompanie in Niamey. 1968 erreichte Cyrille den Rang eines Leutnants.
Er gehörte zu den Offizieren, die am 15. April 1974 Staatspräsident Hamani Diori stürzten und als Oberster Militärrat unter dem Vorsitz von Seyni Kountché die Macht im Staat übernahmen. Beim Militärputsch leitete er die Durchsuchung der Privaträume des Präsidentenpalastes, die er kannte, da er mit dem Präsidentensohn Abdoulaye Hamani Diori befreundet gewesen war. Cyrille wurde in der neuen Regierung am 22. April 1974 Minister für Information, Post und Telekommunikation sowie Regierungssprecher. Kurz danach wurde er zum Hauptmann befördert. Am 30. November 1974 wechselte er die Ressorts und wurde Minister für öffentliche Arbeiten, Verkehr und Stadtplanung. Außerdem wirkte er als Großkanzler der Nationalorden. Gabriel Cyrille übernahm zudem den Vorsitz der Kommission, die Korruptionsfälle während Hamani Dioris Präsidentschaft untersuchen sollte. Die Kommission veranlasste eine Reihe harter Strafe gegen zahlreiche ehemalige Amtsträger.
Nachdem sie ihre Untersuchungen abgeschlossen hatte, wurde Cyrille am 3. März 1975 aller Ämter enthoben. Staatschef Seyni Kountché warf ihm vor, seine Position als Kommissionsvorsitzender für einen Rachefeldzug missbraucht zu haben. Cyrille wurde im Militärgefängnis von Agadez eingesperrt, ohne dass ein Gerichtsverfahren gegen ihn eröffnet wurde, und erst im November 1987 nach Kountchés Tod freigelassen. Als Teilwiedergutmachung für seine lange Haftzeit wurde er zum Leiter des staatlichen Stromversorgers NIGELEC ernannt.